# Dampfiella similoides
Dampfiella similoides är en kvalsterart som beskrevs av Corpuz-Raros 1997. Dampfiella similoides ingår i släktet Dampfiella och familjen Dampfiellidae. Inga underarter finns listade i Catalogue of Life.